# Nonnenbach (Hase)
Der Nonnenbach ist ein rechter Nebenfluss der Hase bei Alfhausen-Heeke im niedersächsischen Landkreis Osnabrück.

## Geographie

### Verlauf
Der Nonnenbach entsteht aus dem Zusammenfluss des linken Sand- und Quebbebachs und des rechten Ahrensbachs. Der Zusammenfluss liegt in der Nähe des Bramscher Stadtteils Epe-Malgarten unmittelbar in der Nähe des Nowotnygedenksteins. Auf zunächst nördlicher Laufrichtung nimmt der Nonnenbach auf dem Gebiet der Gemeinde rechtsseitig den Pelkenbach auf und passiert den Niedersachsenpark. Nachdem der Lauf sich Nordwesten wendet, fließt an der Brücke der Neuenkirchener Straße in Rieste von rechts die Vördener Aue und von links der Aalgraben zu. Wenige hundert Meter vor der Mündung in die Hase beginnt das Gebiet der Gemeinde Alfhausen, hier mündet von rechts der Westendorfer Abzug in den Nonnenbach. Im Alfhausener Ortsteil Heeke mündet der Nonnenbach in die Hase.

## Geschichte
Im Sommer 2010 wurde im Bereich des Bramscher Stadtteils Malgarten ein Auenwald wieder an den Bach angebunden. Der Altarm war ungefähr 160 Jahre vom fließenden Bach abgetrennt. Dazu wurde aus 170 Tonnen Ueffelner Quarzit eine Sohlrampe im Bach angelegt, welche den Altarm bei Mittelwasser mit Wasser flutet.
Beim in den Nonnenbach einmündende Pelkenbach wurde 2017 eine Verunreinigung mit polyzyklischen aromatischen Kohlenwasserstoffen (PAK) festgestellt. Die in den Sedimenten des Baches gefundenen Konzentrationen betrugen zwischen 0,12 und 77,60 mg/kg der Trockensubstanz.